# Prstná (zámek)
Zámek Prstná se nachází v obci Prstná v okrese Karviná. Zámek byl zapsán do seznamu kulturních památek před rokem 1988.

## Historie
Prstná byla v roce 1796 zakoupena rytířem Vojtěchem Gussnarem z Komorné, který nechal vystavět zámek s anglickým parkem. V roce 1893 zámek zakoupil Jindřich hrabě Larisch Mönnich. V roce 1927 zakoupila zámek Slezsko-těšínská sokolská župa. Zámek byl rekonstruován a v prvním patře byla zřízena česká základní škola. V období druhé světové války zámek sloužil jako internační tábor pro vysídlené Poláky ze Slezska a později jako muniční sklad. Majiteli v roce 1947 se stali manželé Wnukovi. V roce 1978 byl zámek rekonstruován a v roce 1985 se stal majetkem družstva Jednota - Jedność v Českém Těšíně. V roce 1999 byl zámek restituován a v roce 2012 byl zakoupen společnosti TRESTLES, a.s. V letech 2012–2013 byly provedeny opravy zámku a parku.

## Architektura
Dvoupatrová klasicistní stavba postavená na půdorysu L. Ve střední části hlavního křídla je prolomen vchod nad nímž je na čtyřech toskánských sloupech balkon s kovovým empírovým zábradlím. Balkonový vchod je v jednoduché edikule rámován lizénami a završen trojúhelníkovitým štítem. Střední část završuje trojúhelníkový tympanon v jehož středu býval erb majitelů. Hlavní průčelí je jedenáctiosé, jednopatrové s okny a vchody obdélníkovými. Okna v přízemí jsou v jednoduchém rámci, okna v patře mají jednoduchou edikulu s dvěma pilastry bez patek a s volutovými hlavicemi na nichž je položen trojúhelníkový nízký štít. Fasáda je zdobena kordonovou římsou, podstřešní římsa je jednoduše profilovaná nesena pilastry, které jsou umístěny mezi okny. Boční průčelí je čtyřosé. Střecha hlavního křídla je valbová s vikýři s obdélnými okny nad hlavní fasádou. Boční křídlo má nízkou jehlanovou střechu. 
Z haly vede do patra třídílné schodiště, z haly vybíhá v přízemí a v patře podélná chodba. Místnosti zámku jsou plochostropé. Nad schody a vstupní chodbou je jednoduchá štuková výzdoba.

## Park
Původní anglický park byl rekonstruován v letech 2012–2013. Do parku byly umístěny skleněné plastiky Blanky Matragi. Součástí parku je kryté parkoviště a dětské hřiště.